# Yawata (Kyoto)
Pour l'ancien bourg de la préfecture de Yamagata, voir Yawata.
Yawata (八幡市, Yawata-shi) est une ville située dans la préfecture de Kyoto, au Japon.

## Géographie

### Situation
La ville de Yawata est située au sud de Kyoto, à côté de Hirakata, dans la préfecture de Kyoto, sur l'île de Honshū, au Japon.

### Municipalités limitrophes
| Ōyamazaki | Kyoto    | Kumiyama  |
| Shimamoto | Yawata   | Jōyō      |
| Hirakata  | Hirakata | Kyōtanabe |

### Démographie
En mars 2024, la population de Yawata était de 68 969 habitants répartis sur une superficie de 24,37 km2 (densité de population de 2 830 hab./km2).

### Topographie
Le mont Otoko est le relief le plus important de Yawata.

### Hydrographie
La ville de Yawata est traversée par la rivière Kizu et le fleuve Yodo.

## Histoire
Yawata s'est développée autour d'un important sanctuaire shintō, Iwashimizu Hachiman. Celui-ci fut érigé sur l’ordre de l’empereur Seiwa en 860.
Le 1er octobre 1962, trois communes ont fusionné pour former le bourg de Yawata. Deux ans plus tard, l’emblème de la ville a été établi. Le 1er novembre 1977, le bourg de Yawata a acquis le statut de ville, la onzième de la préfecture de Kyoto.

## Transports

### Chemins de fer
Yawata est desservie par la ligne principale Keihan aux gares de Hashimoto et Iwashimizu-hachimangū. De cette dernière part le funiculaire Iwashimizu-Hachimangū.

### Routes
La nationale 1 est la route principale qui permet l'accès à la ville de Yawata par voie routière.

## Jumelage
Yawata est jumelée avec :
- Milan (États-Unis),
- Baoji (Chine)